# Muntanya del Castell (Sant Julià de Ramis)
La Muntanya del Castell és una muntanya de 183 metres que es troba al municipi de Sant Julià de Ramis, a la comarca del Gironès.
Al cim s'hi trobem les restes del Fort de Sant Julia de Ramis